# وکنی
وکنی (به مجاری:  Vékény) یک منطقهٔ مسکونی در مجارستان است که در ناحیه کوملو واقع شده‌است. وکنی ۹٫۳۶ کیلومتر مربع مساحت و ۱۳۹ نفر جمعیت دارد.